# Sociedade Recreativa Almancilense
El Sociedade Recreativa Almancilense es un equipo de fútbol de Portugal que juega en la Primera División de Algarve, una de las ligas de la cuarta categoría de fútbol en el país.

## Historia
Fue fundado en el año 1935 en la ciudad de Almancil del consejo de Loulé en el distrito de Faro y han sido un equipo amateur toda su historia, destacando que participaron en la desaparecida Tercera División de Portugal en 15 temporadas, aunque nunca llegaron a competir en los primeros lugares de la desaparecida liga, la cual jugaron por última vez en la temporada 2007/08.
El equipo es más conocido por su escuela de fútbol, en los cuales han sido competitivos en torneos distritales y nacionales.

## Palmarés
- Primera División de Algarve: 1

2014/15